# Русская сцена (журнал)
«Русская сцена» — российский театральный журнал.
Журнал «Русская сцена» выходил в столице Российской империи городе Санкт-Петербурге ежемесячно с января 1864 по июль 1865 года.
Издателем и редактором этого русскоязычного печатного периодического издания был Н. В. Михно.
Журнал заключал в себе отделы драматических сочинений, истории театра и музыки и театральной и музыкальной летописи.
В числе сотрудников журнала «Русская сцена» были Пётр Дмитриевич Боборыкин, Пётр Исаевич Вейнберг, Алексей Дмитриевич Галахов, Фёдор Алексеевич Кони, Александр Николаевич Серов.
Среди авторов: Л. Н. Самсонов, 
В 1865 году журнал был преобразован в одноимённую газету.